# Ludárova hoľa
Ludárova hoľa (1732 m) – szczyt w Tatrach Niżnych na Słowacji. W tłumaczeniu na język polski jego nazwa oznacza Ludarową Halę, dawniej na jego grzbiecie była bowiem hala pasterska. Obecnie na mapach jest to wierzchołek bocznego, północnego grzbietu opadającego z Dziumbiera (Ďumbier). Grzbiet ten oddziela dwie dolinki: dolinę potoku Bystrá i Ludárovą dolinę – obydwie są górnymi piętrami doliny Doliny Jańskiej (Janská dolina). W obydwu też pod ścianami Dziumbiera (2046 m) i Štiavnicy (2025 m) znajdują się typowe kotły lodowcowe. W kotle u wschodnich podnóży Ludárovej hoľi znajduje się bezimiene jeziorko, z którego wypływa potok Bystrá.
Ludárova hoľa ma trawiasto- skaliste stoki i grzbiet, jedynie u podnóży pojawia się kosodrzewina. Znajduje się  na obszarze Parku Narodowego Niżne Tatry i objęta jest dodatkowo ścisłą ochroną – wchodzi w skład  rezerwatu przyrody Dziumbier. Nie prowadzi przez nią żaden szlak turystyczny.

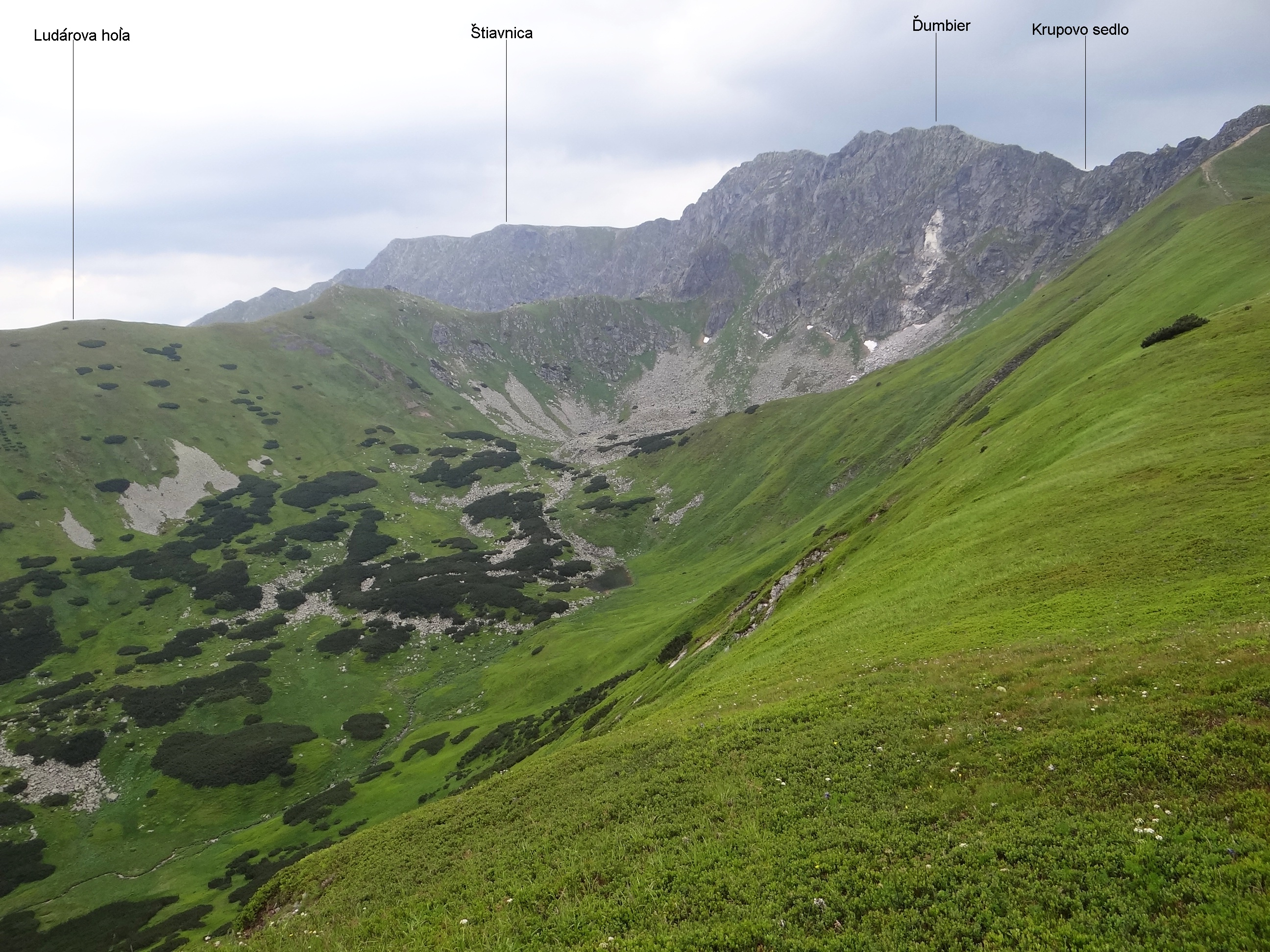
Widok z grzbietu Krúpova hoľa – Prašivá